# Antun Vranić
Antun Vranić (Wranich) (Karlovac, o. 1764. – Vukšin Šipak, 13. kolovoza, 1820.) hrvatski (kajkavski) je pisac, katolički svećenik i prevoditelj.
Vranić je preveo poznati njemački roman za djecu i mladež Joachima Heinricha Campea Robinson der Jüngere, zur angenehmen und nützlichen Unterhaltung für Kinder. Prijevod je obavljen u Novoselskoj tiskari 1796. godine pod naslovom Mlaissi Robinzon iliti jedna kruto povolyna, y hasznovita pripovezt za deczu. Preveo je i psalme na kajkavski po nalogu zagrebačkog biskupa Maksimilijana Vrhovca.
Dana 22. studenoga 2017. godine su predstavljali prvotisak Vranićevih psalama u Zagrebu. Priređivači su bili Danijel Berković i Boris Beck. Sudjelovao je i prof. dr. Alojzije Jembrih, stručnjak kajkavske književnosti.

## Vanjske poveznice
- Mlaissi Robinzon: iliti jedna kruto povolyna, y hasznovita pripovezt za detczu - Pervi del (1796.), books.google.hr
- Mlaissi Robinzon: iliti jedna kruto povolyna, y hasznovita pripovezt za detczu - Drugi del (1796.), books.google.hr
- Vranić, Antun Hrvatska enciklopedija